# Henry Gardner
Henry Joseph Gardner, född 14 juni 1819 i Dorchester (numera stadsdel i Boston), Massachusetts, död 21 juli 1892 i Milton, Massachusetts, var en amerikansk politiker. Han var guvernör i delstaten Massachusetts 1855–1858.
Gardner utexaminerades 1838 från Bowdoin College och var sedan verksam som affärsman i Boston. Han var ledamot av Massachusetts representanthus 1851–1852.
I whigpartiet hade Gardner varit en lojal anhängare till Daniel Webster, en ledande whigpolitiker som dog 1852. År 1854 var det vanligt att många nya medlemmar i knownothings hade varit whigs som hade stött Webster. Även Gardner bytte parti och nominerades till knownothings kandidat i guvernörsvalet. Hans kampanj var antikatolsk, emot invandrare och emot slaveriet samt en protest mot whigpartiets allmänna kursändring. I slaverifrågan var det han själv som hade ändrat åsikt. Webster, som han hade stött, hade nämligen förordat att förrymda slavar borde returneras till sydstaterna. Gardner däremot ville profilera sig kategoriskt emot slaveriet. Gardner vann en förkrossande seger och fick 63 procent av rösterna trots att han hade tre motkandidater. Den sittande guvernören, whigpartiets Emory Washburn, fick 21 procent av rösterna. Gardner vann omval två gånger innan han förlorade mot republikanen Nathaniel P. Banks. Gardner efterträdde 1855 Washburn som guvernör och efterträddes 1858 av Banks.